# Albertslund (općina)
Albertslund je općina u danskoj regiji Hovedstaden.

## Zemljopis
Općina se nalazi u istočnom dijelu otoka Zelanda, prositire se na 23,04 km2.
Susjedne općine su Glostrup na istoku, Ballerup i Egedal na sjeveru, Høje-Taastrup na zapadu te Vallensbæk i Brøndby na jugu.

## Stanovništvo
Prema podacima o broju stanovnika iz 2010. godine općina je imala 	27.783 stanovnika, dok je prosječna gustoća naseljenosti 1.205,86 stan/km2. Središte općine je grad Albertslund.

## Vanjske poveznice
- Službena stranica općine